# Ulrich Tengler
Ulrich Tengler, urkundlich oft Tenngler, (* kurz nach 1440 in Rottenacker; lebt noch 1527 ; † in Höchstädt an der Donau) war ein deutscher Stadtschreiber, Jurist, Rentmeister und Landvogt. Er ging in die Rechtsgeschichte Deutschlands als Verfasser des Laienspiegels ein.

## Leben
Ulrich Tengler wurde als Sohn des Ortsvogtes Othmar Tengler in Rottenacker geboren. Mit 7 Jahren kam Ulrich an das Gymnasium in Ehingen, um Priester zu werden. Im Alter von 22 Jahren trat er in die Chorschule in Blaubeuren ein.
Über seine Jugendzeit ist bislang wenig bekannt; ein gereimter Nachruf, in dem unter anderem berichtet wird, er sei ein bettelnder Scholar auf Wanderschaft und Chorschüler in Blaubeuren gewesen, stimmt mit den erforschten Lebensdaten so wenig überein, dass sein Echtheitsgehalt bezweifelt werden muss. Nach den Untersuchungen von Reinhard H. Seitz war Tengler adliger Herkunft, hierzu passen seine spätere Karriere und bildliche Darstellungen mit Wappen und in vornehmer Kleidung.
Nach Tenglers eigenen Angaben war er als junger Mann zunächst Gerichtsschreiber im damals zu Bayern-Landshut gehörigen Heidenheim an der Brenz, um dort noch vor 1470 die Aufgabe eines Kastenschreibers, also Schreibers des herrschaftlichen Kastners, zu übernehmen. Als erster größerer Karrieresprung folgt dann ab 1479 die Anstellung als Oberratsschreiber (Pronotarius) in Nördlingen. Obwohl der Vertrag 1483 auf Lebenszeit verlängert wurde mit 100 Gulden Jahresgehalt, freier Wohnung und der Vergünstigung „zwei redlich Substituten als Kantzleischreiber zu halten“ gab er Ende des gleichen Jahres die Stellung aus unbekannten Gründen auf. Er fühlte sich aber der Stadt verpflichtet zu „Dienst und Beistand“  aus Dankbarkeit, dass Bürgermeister und Rath „aus besonderer Neigung ihm und seynen Kindern aus Ergötzlichkeit ain Erung getan“.
Ab 1485 war er selbst Kastner in Heidenheim an der Brenz, ab etwa 1495 Landrichter und Landvogt in Graisbach bei Donauwörth. Anschließend erhielt er die bedeutende Landvogtei Höchstädt an der Donau, die 1505 als Teil des Herzogtums Pfalz-Neuburg an die Kurpfälzer Linie fiel. In den fürstlichen Diensten gewann er eine reiche Summe praktischer Erfahrungen und holte sich nach eigenen Angaben „bei hochgeübten, geleerten und rechtweysen Rath Unterricht und gute lehren“. Unter anderem aus dem Briefwechsel mit seinem Sohn Christoph, Professor für Kirchenrecht an der Ingolstädter Universität, weiß man, dass Tengler mit Ingolstädter Gelehrten wie dem Poesieprofessor Jakob Locher (Philomusus), in Verbindung stand.
Bislang war die Wissenschaft davon ausgegangen, dass Tengler den Laienspiegel kurz vor seinem Tode verfasste und der (erheblich erweiterte) Neue Laienspiegel erst nach seinem Tode gedruckt wurde. Untersuchungen aus Anlass des 500. Entstehungsjahrs des Rechtsbuchs ergaben aber, dass Ulrich Tengler auch 1527 lebte und für die Erweiterungen der Neuausgabe verantwortlich zeichnete, in denen im Anhang: Der Teufelsprozess vor dem Weltgericht durchaus darauf verwiesen wurde, dass wir alle dereinst Verantwortung für unsere Taten und Unterlassungen übernehmen müssen, wie es auch schon das  Weltgericht aus der Offenbarung des Johannes 20,11–15 aus der Bibel zeigt.

## Werke

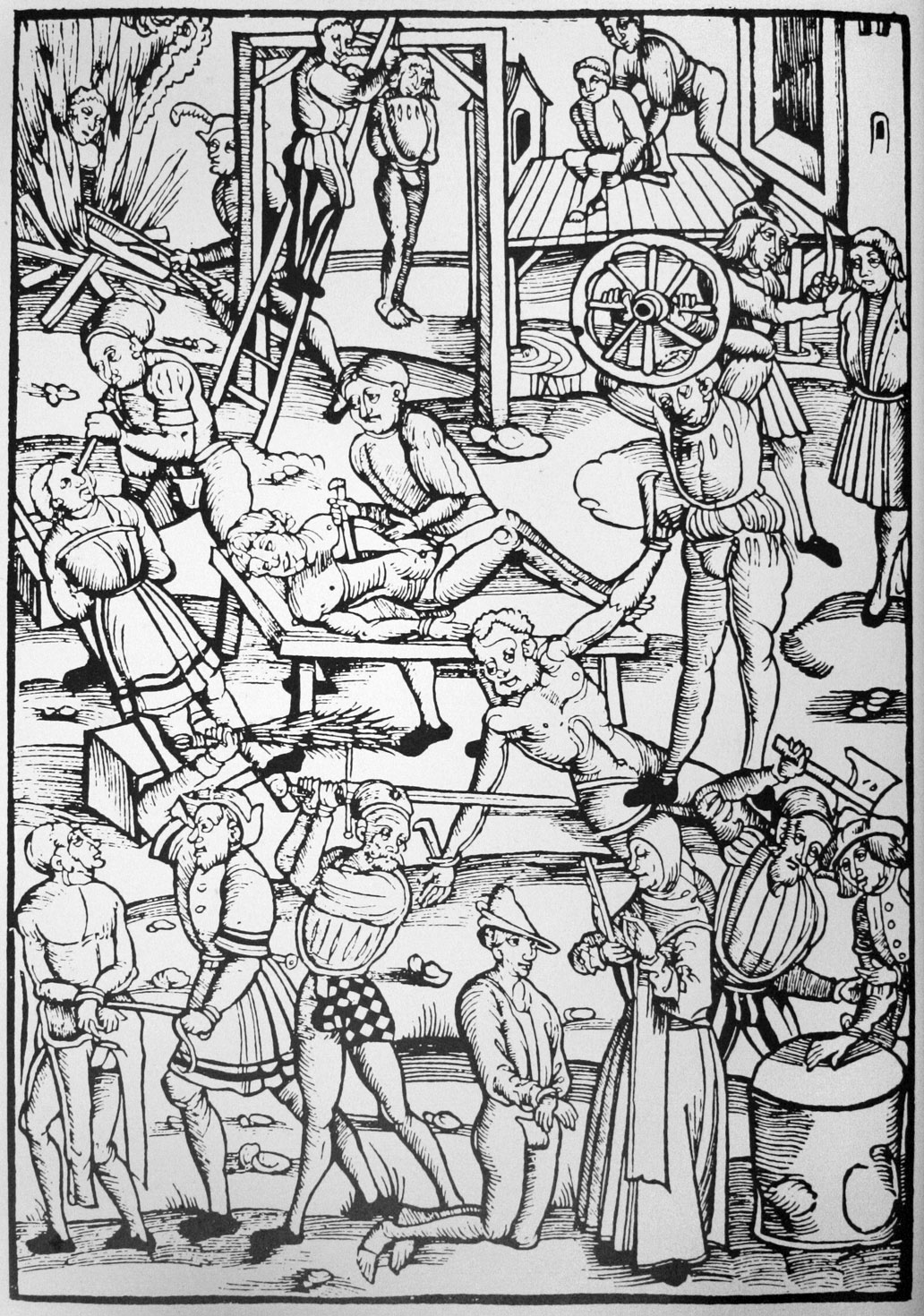
Strafvollstreckung.
Holzschnitt im Layenspiegel (Straßburg, 1510).

Der Laienspiegel, auch Layenspiegel oder Laijen Spiegel genannt, ist ein bedeutendes Rechtsbuch der frühen Neuzeit. Tengler beabsichtigte mit ihm, römisch-rechtliche Inhalte in deutscher Sprache populär zu vermitteln. Unter dem Titel „Laijen Spiegel. von rechtmässigen ordnungen in Burgerlichen vnd peinlichen regimenten. mit allegation[en] vn[d] bewerungen auß geschribnen rechten vnnd gesatzen“ wurde das Rechtsbuch 1509 erstmals gedruckt. Herausgeber war der bedeutende Verleger Johann Rynmann von Öhringen. Der Humanist, Straßburger Stadtschreiber und Beisitzer am Reichskammergericht Sebastian Brant unterstützte und lobte Tenglers Unternehmen.
Der Laienspiegel erlebte im Laufe des 16. Jahrhunderts eindrucksvolle 14 Auflagen und war 70 Jahre lang überall in Deutschland in Gebrauch. Gemeinsam mit dem konzeptionell verwandten Klagspiegel des Conrad Heyden prägte er die sogenannte populäre Literatur zum römischen Recht in Deutschland. Einander ergänzend förderten die beiden Werke die Übernahme des römischen Rechts in die deutsche Rechtspraxis vermutlich nachhaltiger als jede andere Schrift, dienten als Vorbild für zahlreiche weitere Rechtsbücher. Erst später verdrängte langsam die gelehrte Literatur z. B. des Zasius und seiner Schule diese Literaturgattung.
Tengler meinte, sich auch bei der Verfolgung der Hexen einbringen zu müssen, da der Hexenhammer des ca. zehn Jahre älteren und weitaus einflussreicheren Heinrich Kramer bereits 1486 erschienen war, der schon den Text der Bulle Summis desiderantes affectibus (sog. Hexenbulle) entworfen hatte, die Papst Innozenz VIII. 1484 auf sein Betreiben herausgab. Tengler kritisierte zwar die Zweifel der Juristen an der Wirklichkeit des Hexenwesens und machte sie für das Ausmaß und die Zunahme verantwortlich, wobei natürlich auch klar ist, dass auch Frauen Verbrechen begehen können. Tengler hatte selbst 14 Söhne und 10 Töchter! Immer wieder wird ihm unterstellt, dass er durch seine unbestreitbare Popularität in Rechtsfragen zu dieser leidvollen und traurigsten Verirrung der Rechtspflege beigetragen hat, während er andererseits auch zu Gerechtigkeit aufrief und Schlimmeres zu verhindern suchte. Siehe Anmerkungen 13,14 oben: Der Teufelsprozess vor dem Weltgericht! Tatsächlich sind Hexenverfolgungen im Verbreitungsgebiet des Laienspiegels erst verstärkt nach 1580 belegbar – also nach der Hauptnutzungszeit des Laienspiegels, da diese spätere Entwicklung leider nicht verhindert werden konnte.